# Khaled Mohammed
Khaled Mohammed Mohammed Saleh, noto semplicemente come Khaled Mohammed (in arabo خالد محمد‎?; Doha, 7 giugno 2000), è un calciatore qatariota, centrocampista dell'Al-Wakrah, in prestito dall'Al-Duhail, e della nazionale qatariota.

## Carriera

### Club
Ha giocato nella prima divisione qatariota.

### Nazionale
Con la nazionale qatariota ha preso parte alla Coppa d'Asia 2019, sostituendo l'infortunato Ahmed Moein. Nel medesimo anno ha anche partecipato ai Mondiali Under-20.

## Statistiche

### Cronologia presenze e reti in nazionale
| Cronologia completa delle presenze e delle reti in nazionale ― Qatar | Cronologia completa delle presenze e delle reti in nazionale ― Qatar | Cronologia completa delle presenze e delle reti in nazionale ― Qatar | Cronologia completa delle presenze e delle reti in nazionale ― Qatar | Cronologia completa delle presenze e delle reti in nazionale ― Qatar | Cronologia completa delle presenze e delle reti in nazionale ― Qatar | Cronologia completa delle presenze e delle reti in nazionale ― Qatar | Cronologia completa delle presenze e delle reti in nazionale ― Qatar |
| Data                                                                 | Città                                                                | In casa                                                              | Risultato                                                            | Ospiti                                                               | Competizione                                                         | Reti                                                                 | Note                                                                 |
| -------------------------------------------------------------------- | -------------------------------------------------------------------- | -------------------------------------------------------------------- | -------------------------------------------------------------------- | -------------------------------------------------------------------- | -------------------------------------------------------------------- | -------------------------------------------------------------------- | -------------------------------------------------------------------- |
| 5-1-2024                                                             | Doha                                                                 | Qatar                                                                | 1 – 2                                                                | Giordania                                                            | Amichevole                                                           | -                                                                    | 46’                                                                  |
| Totale                                                               |                                                                      | Presenze                                                             | 1                                                                    |                                                                      | Reti                                                                 | 0                                                                    |                                                                      |

## Palmarès

### Nazionale
- Coppa d'Asia: 2

2019, 2023